# Francia Manzanillo
Francia Manzanillo (3 giugno 1980) è un'ex multiplista dominicana.

## Biografia
Approdata alle competizioni internazionali nel 2002, quando ha vinto i Giochi centramericani e caraibici di San Salvador, Manzanillo ha successivamente partecipato - classificandosi settima - ai Giochi panamericani ospitati in Repubblica Dominicana. Successivamente ha vinto una medaglia d'argento ai Giochi CAC nel 2010 e una medaglia di bronzo ai Giochi panamericani di Guadalajara.

## Palmarès
| Anno | Manifestazione             | Sede          | Evento    | Risultato | Prestazione | Note |
| ---- | -------------------------- | ------------- | --------- | --------- | ----------- | ---- |
| 2002 | Giochi CAC                 | San Salvador  | Eptathlon | Oro       | 5279 p.     |      |
| 2003 | Giochi panamericani        | Santo Domingo | Eptathlon | 7ª        | 5359 p.     |      |
| 2006 | Campionati ibero-americani | Ponce         | Eptathlon | Bronzo    | 5448 p.     |      |
| 2006 | Giochi CAC                 | Cartagena     | Eptathlon | 6ª        | 5144 p.     |      |
| 2010 | Giochi CAC                 | Mayagüez      | Eptathlon | Argento   | 5561 p.     |      |
| 2011 | Campionati CAC             | Mayagüez      | Eptathlon | Argento   | 5601 p.     |      |
| 2011 | Giochi panamericani        | Guadalajara   | Eptathlon | Bronzo    | 5644 p.     |      |